# سیاهگوراب بالا
سیاهگوراب بالا، روستایی از توابع بخش مرکزی شهرستان لاهیجان در استان گیلان ایران است.

## جمعیت
این روستا در دهستان لیالستان قرار دارد و براساس سرشماری مرکز آمار ایران در سال ۱۳۸۵، جمعیت آن ۲۱۱ نفر (۸۲خانوار) بوده‌است.

پیله روخونه (رودخانه بزرگ) در نزدیکی پمپاژ سیاه گوراب-شهریور۹۵